# Ysleta del Sur Pueblo

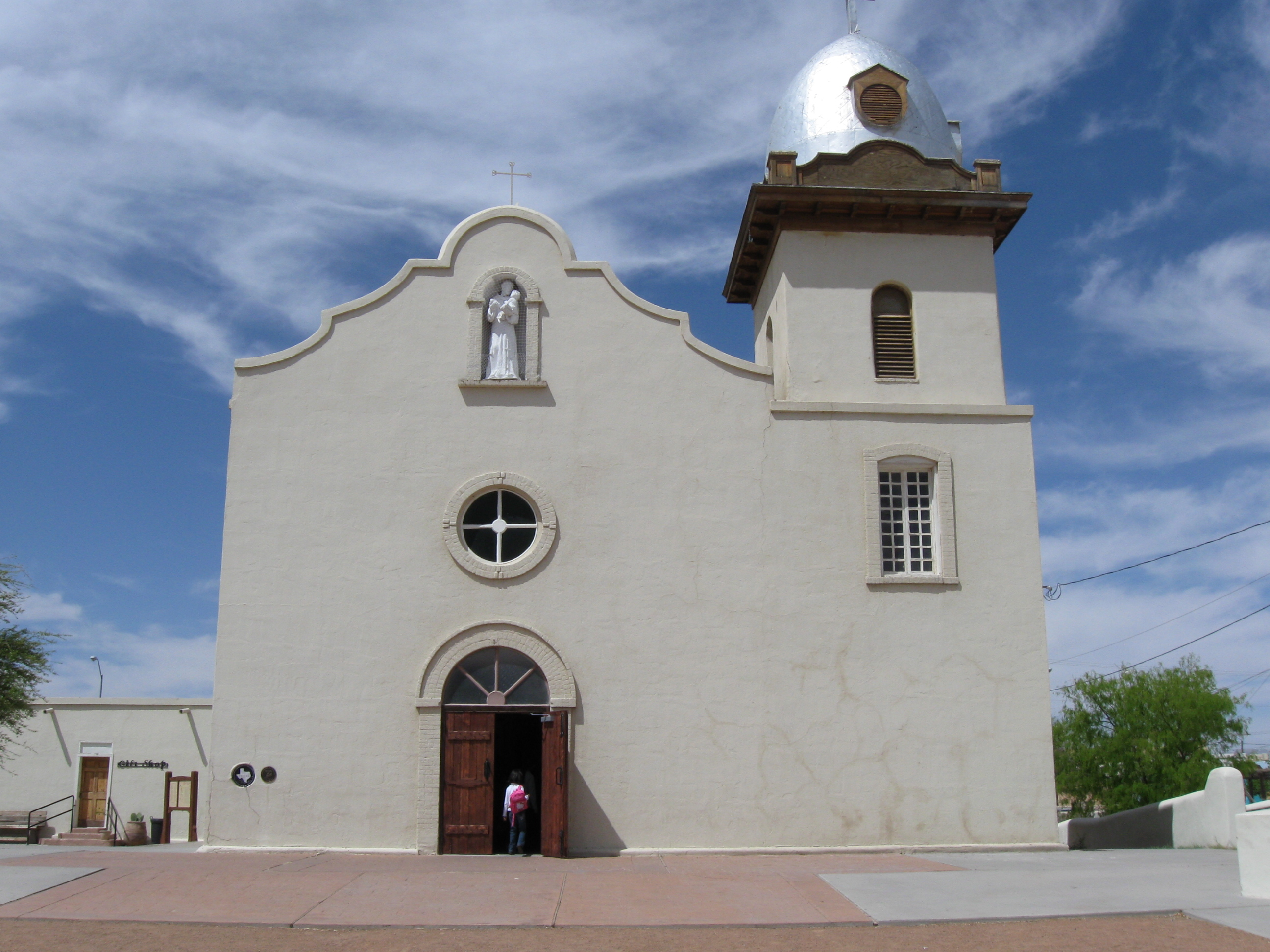
Kyrkan i Ysleta del Sur: La Misión de Corpus Christi de San Antonio de la Ysleta del Sur.

Ysleta del Sur Pueblo även kallad Tigua Pueblo är en pueblofolk-bosättning inom El Pasos stadsgräns. Det är den sydligaste pueblon i Förenta Staterna.
De sydliga Tiwafolk som bebor denna pueblo talar en dialekt av sydlig tiwa, som är en varietet av tiwa, ett språk tillhörigt språkfamiljen kiowa-tanoan, men har nu spanska som förstaspråk och engelska som andraspråk. Denna pueblo grundades som en tillflyktsort för urfolk som inte deltog i pueblorevolten 1680. På spanska kallas folket och språket Tigua. De har vidmakthållit sin etniska identitet och bibehållit sin mark. År 1968 antog den amerikanska kongressen en lag som gav federalt erkännande av denna grupp som en urfolknation. Även delstaten Texas erkände denna pueblo som en egen politisk enhet.
Vid folkräkningen 2000 rapporterade 2 382 människor att de räknade de sig som helt eller delvis tillhörande tiwa från Ysleta del Sur. År 2008 hade Ysleta del Sur 1 615 enrollerade medlemmar.